# MTV Europe Music Awards 1997
Les MTV Europe Music Awards 1997 ont eu lieu le 6 novembre 1997 au Ahoy Rotterdam à Rotterdam. La quatrième cérémonie a été présentée par Ronan Keating. The Prodigy sont les vainqueurs de cette année avec trois récompenses.

## Apparences
- Shola Ama
- David Arquette
- Caprice Bourret
- Missy Elliott
- Eternal
- Naseem Hamed
- Hanson
- Dennis Hopper
- Gena Lee Nolin
- Louise
- MC Solaar
- Prince Naseem
- Mark Owen
- Nina Persson
- Peter Andre
- Alicia Silverstone
- Robbie Williams

## Awards internationaux
Les gagnants sont en gras.

### Meilleure chanson
- The Cardigans — "Lovefool"
- Puff Daddy (featuring Faith Evans and 112) — "I'll Be Missing You"
- Hanson — "Mmmbop"
- No Doubt — "Don't Speak"
- Will Smith — "Men in Black"

### Meilleur clip
- Blur — "Song 2"
- The Chemical Brothers — "Block Rockin' Beats"
- Daft Punk — "Around the World"
- The Prodigy — "Breathe"
- Radiohead — "Paranoid Android"

### Révélation de l'année
- Meredith Brooks
- Hanson
- No Doubt
- Puff Daddy
- Spice Girls

### Meilleure artiste féminine
- Björk
- Toni Braxton
- Sheryl Crow
- Janet Jackson
- Madonna

### Meilleur artiste masculin
- Babyface
- Beck
- Jon Bon Jovi
- Michael Jackson
- George Michael

### Meilleur groupe
- Oasis
- The Prodigy
- Radiohead
- Spice Girls
- U2

### Meilleur artiste Dance
- Backstreet Boys
- The Chemical Brothers
- Daft Punk
- The Prodigy
- Spice Girls

### Meilleur artiste Alternative
- Beck
- Blur
- The Prodigy
- Radiohead
- The Verve

### Meilleur artiste Rock
- Aerosmith
- Jon Bon Jovi
- Bush
- Oasis
- Skunk Anansie

### Meilleur artiste R&B
- Blackstreet
- Toni Braxton
- Ginuwine
- Michael Jackson
- R. Kelly

### Meilleur artiste Rap
- Blackstreet
- Coolio
- The Notorious B.I.G.
- Puff Daddy
- Will Smith

### Meilleur artiste Live
- Aerosmith
- Michael Jackson
- Radiohead
- Skunk Anansie
- U2

### MTV Select
- Backstreet Boys — "As Long as You Love Me"
- Hanson — "Where's the Love"
- Puff Daddy (featuring Faith Evans and 112) — "I'll Be Missing You"
- Spice Girls — "Spice Up Your Life"

### Free Your Mind
- Landmine Survivors Network

## Performances
- U2 — "Mofo"
- Blackstreet (featuring Slash) — "Fix"
- LL Cool J — "Phenomenon"
- Backstreet Boys — "As Long as You Love Me / Everybody (Backstreet)"
- Jon Bon Jovi — "Janie, Don't Take Your Love To Town"
- Jovanotti — "L'ombelico del Mondo"
- Skunk Anansie — "Hedonism (Just Because You Feel Good)"
- Spice Girls — "Spice Up Your Life"
- Aerosmith — "Pink / Falling in Love (Is Hard on the Knees)"
- Björk — "Bachelorette"